# Кокона
{{#ifeq:0|0|{{#if:|{{#if:Solanumsessiliflorum|[[]}}|}}}}

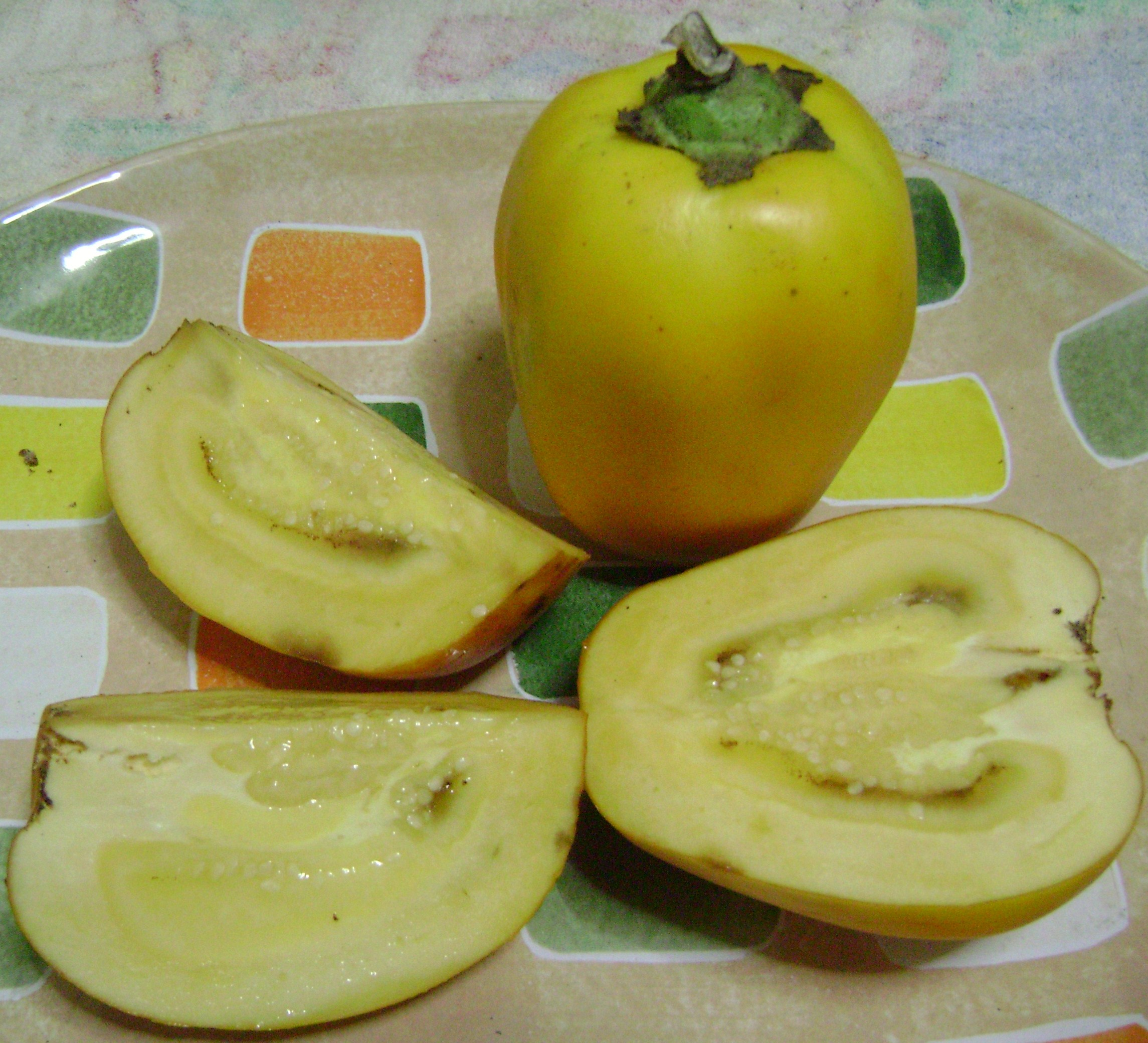
Плоди кокони

Кокона (Solanum sessiliflorum) — плодово-декоративний багаторічний трав'янистий чагарник, який належить до родини пасльонові (Solanaceae).
Близька за ботанічними ознаками до наранхіли і нагадує її за зовнішніми ознаками, за винятком плодів. Кокона значно менш відома за межами ареалу свого природного поширення. Спочатку рослина була помилково ідентифікована як Solanum hyporhodium. Пізніше вона була перейменована в S. topiro. Зараз цей біном замінений на S. sessiliflorum. Назва, що використовується індіанцями Амазонії, cubiyu, належить до різних видів пасльонів, але в районі Манауса, Бразилія під назвою cubiu особливо часто розуміють саме S. sessiliflorum. Індіанці верхньої течії Оріноко називають рослину tupiro або topiro. Деякі колумбійці використовують назву coconilla, або lulo, найчастіше вживану до наранхіли. Іноді зустрічаються назви «turkey berry» («індича ягода»), «peach tomato» («персиковий томат») або «Orinoco apple» («яблуко Оріноко»).